# Microgaster subcutanea
Microgaster subcutanea is een insect dat behoort tot de familie van de schildwespen (Braconidae). De wetenschappelijke naam werd gepubliceerd door Linnaeus in 1758 in de tiende editie van Systema naturae.